# Cigogne épiscopale
Ciconia episcopus
Espèce
Statut de conservation UICN

NTA2cd+3cd+4cd : Quasi menacé
La Cigogne épiscopale (Ciconia episcopus) est une espèce d'oiseaux échassiers de la famille des Ciconiidés. C'est la cigogne tropicale la plus commune en Asie.
Elle construit son nid en roseaux dans les forêts d'arbres et pond entre 2 et 5 œufs et s'occupe de sa nichée. Cette cigogne est habituellement silencieuse mais émet parfois des claquements avec son bec pendant la période de nidification.

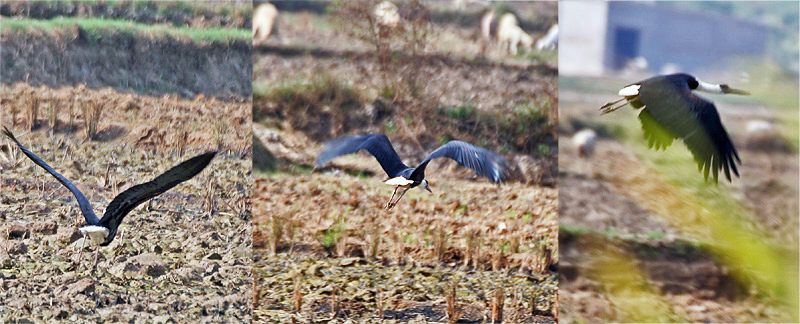
Cigognes épiscopales en Inde

La cigogne épiscopale possède de grandes ailes qui lui permettent de planer, utilisant les courants d'air chaud présents dans l'atmosphère pour se déplacer sur de grandes distances. Comme toutes les cigognes, elle a un cou très élancé.
La cigogne épiscopale mesure en moyenne 85 cm de hauteur. Son plumage est noir, sauf au niveau de son cou et de son ventre blancs. Les jeunes ont des couleurs plus monotones que celles des adultes.
La cigogne épiscopale marche lentement et solidement sur le sol cherchant ses proies, lesquelles sont dans la plupart des cas des grenouilles, des lézards et de gros insectes. Les cigognes en Afrique sont ainsi attirées par les feux de brousse.
Le nom (vernaculaire comme scientifique) de cet oiseau vient de la couleur de son plumage - noir et blanc - comme l'était anciennement celle des habits des clercs.

## Répartition et sous-espèces
D'après la classification de référence (version 14.1, 2024) de l'Union internationale des ornithologues, le Cigogne épiscopale possède 2 sous-espèces :
- Ciconia episcopus episcopus (Boddaert, 1783) : de l'Inde à l'Indochine, Philippines (probablement localement éteinte), péninsule malaise et nord de Sumatra ;
- Ciconia episcopus neglecta (Finsch, 1904) : sud du Sumatra, Java, petites îles de la Sonde et Célèbes.

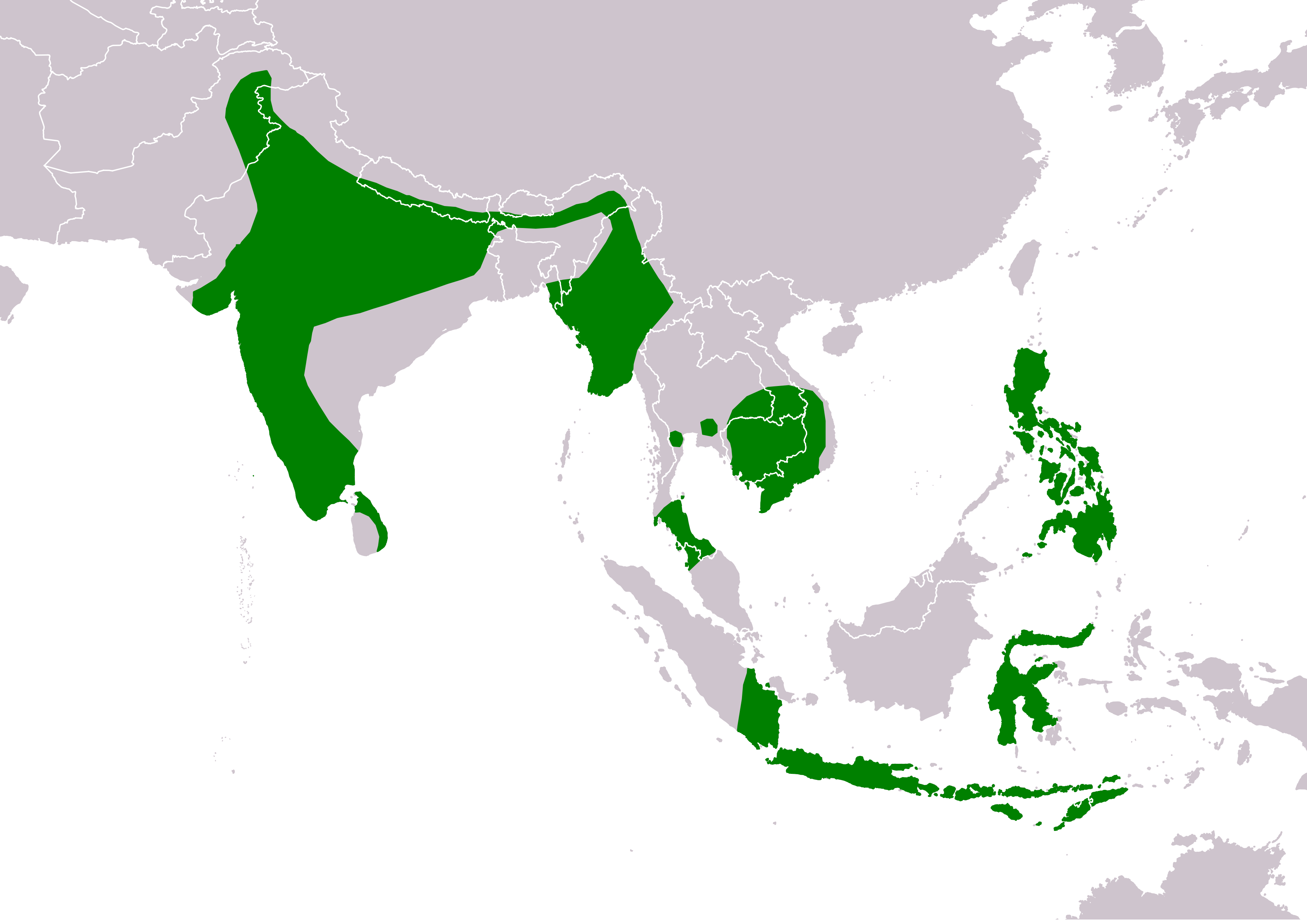
Aire de répartition